# Vukovski Vrh
Vukovski Vrh este o localitate din comuna Pesnica, Slovenia, cu o populație de 195 de locuitori.